# جرج گینز
جرج گِینز (انگلیسی: George Gaynes؛ زادهٔ ۱۶ مه ۱۹۱۷ - درگذشت ۱۵ فوریه ۲۰۱۶) هنرپیشه تئاتر و سینما اهل ایالات متحده آمریکا و زادهٔ فنلاند است.

## گزیدهٔ فیلم‌شناسی
- تازه ازدواج‌کرده (۲۰۰۳)
- سگ را بجنبان (۱۹۹۷)
- آزمون دشوار (۱۹۹۶)
- وانیا در خیابان چهل و دوم (۱۹۹۴)
- چهار شگفت‌انگیز (۱۹۹۴)
- دانشکده پلیس ۴ (۱۹۸۷)
- دانشکده پلیس ۳ (۱۹۸۶)
- دانشکده پلیس ۲ (۱۹۸۵)
- دانشکده پلیس (۱۹۸۴)
- توتسی (۱۹۸۲)
- مردگان پیراهن راه راه نمی‌پوشند (۱۹۸۲)
- احوال دگرگون‌شده (۱۹۸۰)